# Победное (Джанкойский район)
Побе́дное (до 1945 года Тарханла́р; укр.  Побєдне, крымскотат. Tarhanlar, Тарханлар) — село в Джанкойском районе Республики Крым, центр Победненского сельского поселения (согласно административно-территориальному делению Украины — Победненского сельского совета Автономной Республики Крым).

## Население
| 2001 | 2014  | 2021  |
| ---- | ----- | ----- |
| 3554 | ↘3108 | ↗3109 |

Всеукраинская перепись 2001 года показала следующее распределение по носителям языка
| Язык             | Процент |
| ---------------- | ------- |
| русский          | 64.38   |
| украинский       | 19.58   |
| крымскотатарский | 14.6    |
| другие           | 0.43    |

### Динамика численности
| - 1805 год — 86 чел. - 1892 год — 95 чел. - 1900 год — 130 чел. - 1904 год — 152 чел. - 1911 год — 215 чел. | - 1915 год — 128/68 чел. - 1926 год — 190 чел. - 1989 год — 3032 чел. - 2001 год — 3554 чел. - 2014 год — 3108 чел. |

## Современное состояние
На 2017 год в Победном числится 35 улиц и 2 переулка; на 2009 год, по данным сельсовета, село занимало площадь 385,3 гектара на которой, в более чем 1,2 тысячи дворов, проживало более 4,4 тысячи человек. В селе действуют средняя общеобразовательная школа, детский сад «Искорка», детская школа искусств, дом культуры, библиотека, амбулатория общей практики семейной медицины, отделение Почты России, церковь Благовещения Пресвятой Богородицы, мечеть «Тарханлар джамиси».

## География
Победное — большое село в центральной части района, в степном Крыму, в нижнем течении реки Победная, примерно в 6 километрах (по шоссе) восточнее Джанкоя, там же ближайшая железнодорожная станция, высота центра села над уровнем моря — 7 м. Соседние сёла: Тарасовка — менее километра на юг и Болотное в 1,5 км на север. Транспортное сообщение осуществляется по региональной автодороге 35А-001 граница с Украиной — Джанкой — Феодосия — Керчь (по украинской классификации — М-17).

## История
Первое документальное упоминание села встречается в Камеральном Описании Крыма… 1784 года, судя по которому, в последний период Крымского ханства Тарханлар входил в Орта Чонгарский кадылык Карасубазарского каймаканства. После присоединения Крыма к России (8) 19 апреля 1783 года, (8) 19 февраля 1784 года, именным указом Екатерины II сенату, на территории бывшего Крымского Ханства была образована Таврическая область и деревня была приписана к Перекопскому уезду. После Павловских реформ, с 1796 по 1802 год, входила в Перекопский уезд Новороссийской губернии. По новому административному делению, после создания 8 (20) октября 1802 года Таврической губернии, Тарханлар был включён в состав Кокчора-Киятской волости Перекопского уезда.
По Ведомости о всех селениях в Перекопском уезде состоящих с показанием в которой волости сколько числом дворов и душ… от 21 октября 1805 года в деревне Тарханлар числилось 10 дворов и 86 крымских татар. На военно-топографической карте генерал-майора Мухина 1817 года деревня Тарканлар обозначена уже с 13 дворами. После реформы волостного деления 1829 года деревня, согласно «Ведомости о казённых волостях Таврической губернии 1829 года», осталась в составе Кокчоракиятской волости. На карте 1836 года в деревне 14 дворов. На карте 1836 года в деревне 10 дворов. Затем, видимо, вследствие эмиграции крымских татар в Турцию, деревня заметно опустела и на карте 1842 года Тарханлар обозначен условным знаком «малая деревня», то есть, менее 5 дворов.
В «Списке населённых мест Таврической губернии по сведениям 1864 года» Тарханлар не значится, а, согласно «Памятной книжке Таврической губернии за 1867 год», деревня была покинута жителями в 1860—1864 годах, в результате эмиграции крымских татар, особенно массовой после Крымской войны 1853—1856 годов, в Турцию и оставалась в развалинах, при этом на трехверстовой карте 1865 года деревня ещё обозначена, а на карте, с корректурой 1876 года её уже нет.
Возрождено поселение было немцами евангелистами (немецкое название Гоффнунгсфельд), выходцами из бердянских колоний, на приобретённых в собственность 1654 десятинах земли, в 1884 году в Ак-Шеихской волости.
Согласно «…Памятной книжке Таврической губернии на 1892 год», в селе Тарханлар, входившем в Тарханларское сельское общество, было 95 жителей в 16 домохозяйствах. По «…Памятной книжке Таврической губернии на 1900 год» в Тарханларе числилось 130 жителей в 29 дворах, в 1904—152, в 1911—215. По Статистическому справочнику Таврической губернии. Ч.II-я. Статистический очерк, выпуск пятый Перекопский уезд, 1915 год, в селе Тарханлар Ак-Шеихской волости Перекопского уезда числилось 11 дворов с немецким населением в количестве 128 человек приписных жителей и 68 — «посторонних».
После установления в Крыму Советской власти, по постановлению Крымревкома от 8 января 1921 года № 206 «Об изменении административных границ» была упразднена волостная система и в составе Джанкойского уезда (преобразованного из Перекопского) был создан Джанкойский район. В 1922 году уезды преобразовали в округа. 11 октября 1923 года, согласно постановлению ВЦИК, в административное деление Крымской АССР были внесены изменения, в результате которых округа были ликвидированы, основной административной единицей стал Джанкойский район и село включили в его состав. Согласно Списку населённых пунктов Крымской АССР по Всесоюзной переписи 17 декабря 1926 года, в селе Тарханлар, Немецко-Джанкойского сельсовета Джанкойского района, числилось 40 дворов, из них 37 крестьянских, население составляло 190 человек, из них 167 немцев, 13 армян, 8 украинцев, 2 русских, действовала немецкая школа. К 1940 году Немецко-Джанкойский совет был упразднён, и, видимо, тогда же Тарханлар стал центром сельсовета, в селе действовал колхоз «Гофнунгофельд». Профессор Музафаров в книге «Крымскотатарская энциклопедия» приводит численность населения по всесоюзной переписи населения 1939 года в 631 человек, что плохо согласуется с другими статистическими данными.
Вскоре после начала Великой Отечественной войны, 18 августа 1941 года крымские немцы были выселены, сначала в Ставропольский край, а затем в Сибирь и северный Казахстан.
Во время войны, с ноября 1941 года по 1943 год, на территории животноводческой фермы села Кадым действовал создан концентрационный пересыльный лагерь для советских военнопленных, в котором погибло около 5000 красноармейцев, здесь же и похороненных. В 1944 году на братской могиле был установлен памятник — ступенчатая бетонная пирамида со звездой и табличкой. В 1982 году (к тому времени Дымовка уже входила в состав Победного) памятник был заменён на наклонную плиту со звездой, в 1989 году установлен современный: стела и символ вечного огня на общем постаменте (автор неизвестен). Тогда же, в 1982 году, в центре седа установили памятный знак в честь воинов-односельчан, погибших на фронтах войны работы скульптора В. В. Рябова — воевал 81 житель Тарханлара, 60 из них погибли. Постановлением Совета министров Республики Крым № 627 от 20 декабря 2016 года оба памятника отнесены к категории объектов культурно-исторического наследия России регионального значения.
После освобождения Крыма от фашистов в апреле, 12 августа 1944 года было принято постановление № ГОКО-6372с «О переселении колхозников в районы Крыма» и в сентябре 1944 года в район приехали первые новоселы (27 семей) из Каменец-Подольской и Киевской областей, в начале 1950-х годов последовала вторая волна переселенцев из различных областей Украины. Указом Президиума Верховного Совета РСФСР от 21 августа 1945 года Тарханлар был переименован в Победное и Тарханларский сельсовет — в Победненский, в том же году колхоз «Гофнунгофельд» переименован в колхоз «Победа» (вскоре переименованный в «Совхоз № 3»). С 25 июня 1946 года Победное в составе Крымской области РСФСР, а 26 апреля 1954 года Крымская область была передана из состава РСФСР в состав УССР. В 1954 году совет разукрупнили, выделив Дымовский, Васильевский и Чайкинский сельские советы. В период с 1954 по 1968 годы к Победному присоединили Дымовку. В 1957 году хозяйство переименовано в совхоз Джанкойский № 3. С 1959 года село в составе Заречненского сельсовета. В 1974 году сельсовет был создан вновь. В 1977 году совхоз получил название «имени 60-летия Великой Октябрьской революции», а в 1991 году, в связи с изменением формы собственности — в Коллективное агроторговое предприятие «Джанкой». По данным переписи 1989 года в селе проживало 3032 человека. С 12 февраля 1991 года село в восстановленной Крымской АССР, 26 февраля 1992 года переименованной в Автономную Республику Крым. С 21 марта 2014 года в составе Крыма аннексировано Россией.